# Mabe
Mabe – wieś w Anglii, w Kornwalii. Leży 30 km na wschód od miasta Penzance i 383 km na południowy zachód od Londynu.